# 生地 (食品)
食品材料としての生地（きじ）とは、穀物や豆から作られた穀粉など澱粉を主体とする食材に、水および必要に応じて他の材料を加え混合して作られるペーストで、加熱して食用に供されるものの総称。

## 分類

### 生地の性質による分類
大きくは、水が少なく流動性のない “固い” もの（英語: dough）と、水が多く流動性のある “緩い” もの（英語: batter）に分けられる。
固い生地は、パンの材料であるパン生地が代表的であり、成形した後に焼く、揚げる、蒸す、煮るなどの方法で加熱される。これについては項目パン生地も参照のこと。次のような食品の生地がこれに含まれる。
- パン、ドーナツ、パイ、ワッフル
- 麺、餃子などの皮
- 饅頭の皮
- 団子
- クッキー、煎餅などの焼き菓子
- マサ（中南米の主としてトウモロコシから作られる生地）

緩い生地は、鉄板、フライパン、型などに流し入れて焼くか蒸すことが多く、天ぷらなどの衣は揚げられる。次のような食品の生地がある。
- お好み焼き、もんじゃ焼き、タコ焼き
- 鯛焼き
- パンケーキ
- クレープ
- スポンジケーキ
- 天ぷらなど揚げ物の衣

### 生地の原料による分類
生地は原料により、小麦粉を原料とする生地、米粉を原料とする生地、その他の雑穀を原料とする生地などに大別される。

## 点心の生地
中国の点心の生地のうち小麦粉を使うもの（麦粉麺団）には水調麺団と疏鬆麺団がある。

### 水調麺団
点心の生地のうち小麦粉を水で溶いた生地を水調麺団という。
冷水麺皮（涼水麺）
30℃前後の水で練った生地。麺、水餃子、ワンタンなど茹でる料理の生地に用いる。
燙水麺皮（沸水麺）
小麦粉の半量の熱湯を混ぜた後で水で硬さを調整した生地。水餃子やスープ餃子などの生地に用いる。
温水麺皮（熱水麺）
60℃前後のぬるま湯で練った生地。小籠包など蒸す料理の生地に用いる。
全燙麺皮
小麦粉と同量の熱湯を混ぜ合わせた生地。焼餃子や蒸餃子などの生地に用いる。

### 疏鬆麺団
点心の生地のうち酵母や膨張剤などで膨張させた生地を疏鬆麺団という。
生物的膨張生地類
酵母の力を利用して膨張させた生地。
化学的膨張生地類
膨張剤の力を利用して膨張させた生地。
物理的膨張生地類
空気の膨張等の力を利用して膨張させた生地。